# نگبلتس (استان پودکارپاتسکیه)
نگبلتس (به لاتین: Niebylec) یک روستا در لهستان است که در گمینا نگبلتس واقع شده‌است. نگبلتس ۵۹۴ نفر جمعیت دارد.